# 老年低额蚤
老年低额蚤（学名：Simocephalus vetulus）为蚤科低额蚤属的动物。分布于世界各地，属于广温性物种。其一般生活于水草茂密底泥较深的湖岸边和池沼里。